# کاشیاپا
کاشیاپا (سانسکریت: कश्यप، آوانگاری: IAST: Kaśyapa) یا کاسیاپه یک حکیم (فلسفه) در وداها و هندوئیسم است. او یکی از Saptarishis، هفت حکیم باستانی ریگ‌ودا و همچنین متون سانسکریت متعدد و کتاب‌های مذهبی هندی است.